# Cachirulo
Cachirulo ist eine Ortschaft des Departamentos Toay der Provinz La Pampa, Argentinien. 

## Lage
Cachirulo befindet sich an der Ruta Provincial 9, 18 km südlich von Santa Rosa.

## Geschichte
Die Ortschaft wurde am 9. März 1909 von Pedro Phagouapé gegründet.

## Bevölkerung
Die Ortschaft besitzt 40 Einwohner (Volkszählung 2010 des INDEC). Cachirulo ist eine zerstreute und äußerst ländlich geprägte Siedlung.